# 394
394 (CCCXCIV) je bilo navadno leto, ki se je po julijanskem koledarju začelo na nedeljo.

## Dogodki
- 5. in 6. september - v bitki pri Mrzli reki je vojska vzhodnorimskega cesarja Teodozija I. zmagala nad vojsko samozvanca Evgenija.
- Teodozij I. prepove poganske festivale, mdr. tudi olimpijske igre.

## Smrti
- 6. september - Evgenij, rimski uzurpator (* ni znano)
- Arbogast - rimski vojskovodja.